# Apatura artaxes
Apatura artaxes är en fjärilsart som beskrevs av De Nicéville 1895. Apatura artaxes ingår i släktet Apatura och familjen praktfjärilar. Inga underarter finns listade i Catalogue of Life.